# كورسيل (كيبك)
Corsel
كورسيل (بالإنجليزية: Courcelles, Quebec) هي بلدية محلية في كيبيك تقع في كندا في Le Granit Regional County Municipality. يقدر عدد سكانها بـ 950 نسمة ومساحتها 91.50 كم2 .